# Закон Рибо
Закон Рибо́ (Закон регрессии памяти, Закон обратного развития памяти) — определённая последовательность нарушений при прогрессирующей амнезии. В случаях, если происходит восстановление памяти, то его этапы происходят в обратном порядке. Закон сформулирован французским психологом Теодюлем Рибо в конце XIX века и назван в его честь.

## История формулирования закона
Т.Рибо рассматривал патологии памяти как психические заболевания, поскольку они помогут выяснению здорового состояния памяти. Прогрессивная амнезия проявляется в постепенном ухудшении памяти вплоть до ее полной потери. До открытия закона было известно, что при поражениях мозга или в старческом возрасте резкое ослабление памяти начинается с недавних фактов и событий, предшествующих инциденту, однако процессы разложения памяти не рассматривались в медицине как закономерная последовательность. Тот факт, что пациенты на следующий день забывают вчерашние события являлось обычным симптомом поражения мозга. Но наблюдая за течением слабоумия, заканчивающееся полным разрушением памяти, Рибо заметил определённый неизменный порядок распада. Он начинался с неустойчивых недавних воспоминаний и заканчивался самым стойким. Таким образом, течение амнезии идет по линии наименьшей организации.

## Порядок разрушения памяти
Согласно Т. Рибо, процесс потери памяти всегда идёт по определённому пути:
1. Первым делом забывается только что пережитое, недавние события.
2. Затем утрачивается умственная деятельность субъекта — профессиональные знания, языки, в том числе родной язык.
3. Позднее исчезают аффективные способности — чувства.
4. Наконец, распадается инстинктивная память — автоматическая деятельность, привычки.

В редком случае восстановления памяти порядок становится противоположным: что утрачивалось последним — восстанавливается первым и т. д.